# Multioppia brevipectinata
Multioppia brevipectinata är en kvalsterart som beskrevs av Suzuki 1976. Multioppia brevipectinata ingår i släktet Multioppia och familjen Oppiidae.

## Underarter
Arten delas in i följande underarter:
- M. b. brevipectinata
- M. b. lenis